# Sorgschrofen
Sorgschrofen är ett 1635 meter högt berg i Allgäuer Alpen. Bergets nord- och sydsluttningar hör till Tyskland medan ost- och västsluttningarna tillhör Österrike. Utöver den högsta toppen finns även en något lägre topp som heter Zinken (1613 meter).
Den lilla byn Jungholz ligger i den plätt på nordsluttningen som tillhör Österrike och som bara hänger ihop med huvuddelen av Österrike genom en enda punkt på bergets topp.